# Pur:Pur
PUR:PUR — украинская инди-поп-группа из Харькова.
В родной стране группа быстро стала популярной благодаря лёгкому, приятному и мелодичному звучанию собственных песен, а также их активному распространению через различные социальные сети. Группа начинала свой творческий путь как акустическое трио, которое придерживается философии «минимум средств — максимум разнообразного звучания», но уже во время записи второго альбома группа отошла от этой философии и, расширив состав за счет ритм-секции, продолжила экспериментировать со звуком.
Группа принимала участие в фестивалях «ВДОХ», «Мамакабо», «Джаз-Коктебель», «Гоголь-фест», «Усадьба-джаз», «Stereoleto», «Дикая Мята», Kazantip и другие.

## История

### 2008—2013
Группа была основана в феврале 2008 года фотографами Натой Смириной и Евгением Жебко. Последний также был режиссёром-телевизионщиком, и среди его работ — клип группы Sunsay «У тебя есть всё».
Ната и Евгений выложили на YouTube своё первое видео на песню «Cosmic Girl», снятое одним кадром. Ролик случайно увидел продюсер 5'nizza и Markscheider Kunst Эдуард Шум, который пригласил их выступить на московском фестивале «ВДОХ». Несмотря на то, что к этому моменту было написано достаточно много песен, ни Ната, ни Евгений даже не думали о создании полноценной группы, но желание продолжить делиться своим творчеством всё-таки подтолкнуло их к тому, чтобы воспользоваться этой возможностью. К счастью, до фестиваля оставалось полгода и было написать написать ещё новые песни и оформить полноценную программу. В то же время к группе присоединился гитарист Станислав Кононов, известный по сотрудничеству с Сергеем Бабкиным.
14 февраля 2010 года, в День всех влюблённых, группа выложила на сайте Kroogi.com свой дебютный альбом «Pure», работа над которым длилась полтора года. В поддержку альбома были сделаны клипы на песню «Me Is» и «A Kiss», а песня «Ever» была записана совместно с Андреем Запорожцем. Уже в июне 2010 года был выложен мини-альбом «Understandable», где содержались русскоязычные песни и одна песня на украинском языке. Уже через год, осенью 2011 года, был выпущен мини-альбом «Papercuts». В рамках данной работы к акустическому трио присоединилась полноценная ритм-секция, и с того времени группа стала постепенно приближаться к электронному звучанию. В 2012 году PUR:PUR стали музыкальными гостями пилотного выпуска развлекательного шоу «Вечерний Ургант».
1 января 2013 года в Сеть был выложен второй полноценный альбом «Nevertheless», который участники группы характеризуют как «красивый финал одного из важных, противоречивых эпизодов жизни группы». Во время записи коллектив оказался на грани распада и состоял лишь из Наты Смириной и Евгения Жебко (как это было в самом начале существования группы). Но, несмотря на это, альбом был доведён до логического конца, а в конце года группа выпустила сингл «Медведь», широкой распространявшийся в социальной сети «ВКонтакте». Кроме того, группа активно гастролировала по городам Украины и России, дала почти 40 концертов, а также выступила на фестивалях «KaZantip», «Джаз Коктебель», «Джазовые субботы у Ратуши» (была единственной украинской группой), Одесском Международном Кинофестивале и на чемпионате мира по лёгкой атлетике в Лужниках.

### 2014—2015
2014 год стал не менее знаковым для группы. PUR:PUR активно гастролировала в сопровождении симфонического оркестра. В основу неординарных концертов лёг не только осуществлённый за 6 лет материал, но и совершенно новые композиции, созданные специально для игры с оркестром. Несмотря на всю сложность и масштаб задуманного, группа и не отошла от принципа DIY, реализовав успешный проект полностью своими силами — от идеи до самих концертов. Именно в рамках данного тура Ната начала экспериментировать со сценическими образами.
Создание программы с оркестром стало возможным во многом благодаря поддержке поклонников. В рамках краудфайдинга на сайте Planeta.ru группа смогла собрать сумму в 251 465 рублей, которые были потрачены на концертное видео «Медведь», создание костюмов, видеоинсталляции и так далее.
Помимо концертов на Украине и в России группа также посетила Литву и Грузию, выступила на фестивалях «Дикая Мята», «Крапива» (село Крапивна, Тульская область), «Indie Love» (Ижевск) и Kazantip, который на этот раз проходил в грузинской Анаклии.
Кульминацией тура с оркестром стал концерт 10 декабря в родном Харькове. Впервые в истории PUR:PUR собрали театр Шевченко (845 мест) и выступили вместе с детским хором. Чуть позже, некоторые фрагменты с того концерта были выложены на YouTube.
Кроме того, 15 сентября на российском канале СТС вышел сериал «Анжелика», в котором прозвучали песни «Close» и «Make Love To Me». 4 декабря PUR:PUR выступили специальным гостем концерта «Therr Maitz» и отыграли 45-минутный сет в московском Crocus City Hall.
Весной 2015 года группа представила в Интернете 5 неизданных ранее песен в виде мини-альбома «Просто так», после чего попала в спец-проект «ТСН — Слушай украинское (15 музыкантов, которые вас удивят)», а песня «Корабль» вошла в 10 лучших музыкальных композиций марта по версии журнала «Фокус»
Летом PUR:PUR приняла участие в трибьюте Чайф 3.0, посвящённом юбилею группы «Чайф». Кавер-версия на песню «Крепость» получила восторженный отзыв от Владимира Шахрина, а с сентября 2015 года юбилейные концерты легендарной группы открывались с трансляции видео на кавер от PUR:PUR.
Группа продолжает активно гастролировать, и в этом году играет более 50 концертов, выступая от Львова до Улан-Удэ.

### С 2016 года
В начале года PUR:PUR принимает участие в Национальном отборе конкурса Евровидение с песней «We do change». Полуфинал с участием группы состоялся 13 февраля и транслировался по каналам СТБ и UA: Первый. По результатам голосования группа заняла второе место, а в финале Отбора закрепилась на четвёртом месте, уступив будущей победительнице Евровидения Джамале, The Hardkiss, SunSay, но обойдя «НеАнгелов» и Brunettes Shoot Blondes.
Кроме Евровидения, солистка группы Ната Смирина стала участницей 6-го сезона шоу «Голос страны» (Украина). Запись эфира с участием Наты вышла на телеканале «1+1» 20 марта. Во время выступления все 4 тренера (Святослав Вакарчук, Тина Кароль, Потап, Иван Дорн) восторженно отозвались как о Нате, так и о группе PUR:PUR

PUR:PUR одна из лучших украинских групп, можно сказать, я фанат вашей группы. Ты делаешь музыку, которая делает эту страну, ведёт её вперёд, в Европу, быстрее, чем все политики вместе взятые. Ты крутая! — Святослав Вакарчук, лидер группы Океан Эльзы
После участия в Национальном отборе Евровидения о группе ещё больше заговорили в родной стране, и в последующие 3 месяца в рамках «We do change tour» PUR:PUR выступают во всех крупных городах Украины. Группа получила широкую медийную поддержку, Ната дала интервью для многих крупных изданий, а в рамках интервью апрельского номера журнала Nargis снялась для обложки.
В мае песня «We do change» стала саундтреком короткометражного фильма «Зерно» (реж. Ксения Бугримова), представившего Украину на Каннском кинофестивале. Также «We do change» можно услышать в нескольких сериях сериала «Киев днем и ночью», выпускаемом «Новым каналом».
2 сентября PUR:PUR становятся специальными музыкальными гостями конкурса «Мисс Украина — 2016», прошедшего в Октябрьском Дворце Киева.
6 сентября совместно с социальной сетью Вконтакте и приложением Vinci группой был выпущен клип на песню «Искусство», написанную на стихи современной российской поэтессы Ах Астаховой.
С 2017 года активность группы слегка уменьшилась: за всё время был выпущен лишь сингл «Тоска», а гастроли ограничились лишь городами Украины. В начале 2018 года музыканты презентовали сингл «Fire», с которым они снова принимают участие в Национальном отборе «Евровидение-2018», заняв четвертное место в полуфинале. После этого песня возглавила украинский iTunes.
21 января 2020 года, после нескольких лет молчания, группа выпустила альбом «Smile», положительно принятый критиками и поклонниками.

## Состав

### Состав акустического трио (2008/2012)
- Ната Смирина — вокал, тексты песен
- Евгений Жебко — гитара, аранжировки
- Станислав Кононов — гитара, аранжировки

### Расширенный состав (2011/2012)
- Ната Смирина — вокал, тексты песен
- Евгений Жебко — гитара
- Станислав Кононов — гитара
- Иван Кондратов — бас-гитара
- Дмитрий Зинченко — перкуссия, барабаны

### Основной состав (октябрь 2012 — июль 2013)
- Ната Смирина — вокал, тексты песен
- Екатерина Шенфельд — клавиши, бэк-вокал
- Евгений Жебко — гитара
- Иван Кондратов — бас-гитара
- Григорий Олейник — перкуссия, барабаны, пэды

### Основной состав (июль 2013 — январь 2014)
- Ната Смирина — вокал, тексты песен
- Алина Бронишевская — клавиши, бэк-вокал
- Евгений Жебко — гитара
- Григорий Олейник — перкуссия, барабаны, пэды

Основной состав (январь 2014 — нынешнее время)
- Ната Смирина — вокал, клавиши, тексты песен
- Евгений Жебко — гитара
- Григорий Олейник — перкуссия, барабаны
- Иван Сенюк — бас-гитара, бэк-вокал

Основной состав (лето 2015 — нынешнее время)
- Ната Смирина — вокал, клавиши, тексты песен
- Евгений Жебко — гитара
- Григорий Олейник — электронная ритм-секция
- BAHYC_I — композитор и аранжировщик

## Дискография
- 2010 — «Pure»
- 2010 — «Understandable»
- 2011 — «Papercuts» (EP)
- 2013 — «Nevertheless»
- 2013 — «Медведь» (сингл)
- 2015 — «Просто так» (EP)
- 2015 — «We do change» (сингл)
- 2017 — «Тоска» (сингл)
- 2018 — «Fire» (сингл)
- 2020 — «Smile»